# Gerda Steiner-Paltzer
Gerda Steiner-Paltzer (* 27. Juni 1933 in München; † 30. November 2020) war eine bayerische Volksschauspielerin.

## Leben
Steiner-Paltzer entstammt einer Musikerfamilie, bereits im Alter von fünf Jahren begleitete sie ihre Mutter auf Gesangstourneen im In- und Ausland. Nach der Schule studierte sie am Trapp’schen Konservatorium Gesang und Gitarre. 1952, im Alter von 19 Jahren, wurde sie zur Bräu-Rosl auf dem Oktoberfest gewählt. Im gleichen Jahr heiratete sie den Schauspieler Peter Steiner, mit ihm hatte sie zwei Kinder Gerda und Peter.
Mit ihrem Mann trat sie als die Geschwister Steiner u. a. im damals überregional bekannten Theater am Platzl auf. Nach 13 Jahren wurde ihre Ehe mit Peter Steiner geschieden, beruflich blieben sie jedoch eng verbunden. 1969 heiratete sie den Musiker Hermann Paltzer. Mit ihm und zwei weiteren Musikern tourte sie als Gerda Steiner und das Isar-Trio. Ab Mitte der 1980er Jahre wurde Steiner-Paltzer mit Peter Steiners Theaterstadl einem größeren Publikum bekannt, zu dessen Ensemble sie bis zum Jahr 1998 gehörte. Danach gehörte sie von 2005 bis 2013 zum Ensemble des Berchtesgadener Bauerntheaters.
Steiner-Paltzer lebte in Gendorf und starb am 30. November 2020 im Alter von 87 Jahren. Sie ruht auf dem Friedhof von Burgkirchen an der Alz, Landkreis Altötting.

## Wirken (Auswahl)
- 1978: Liebesgrüße aus der Lederhose 4: Die versaute Hochzeitsnacht
- 1979: Der Komödienstadel – Der Geisterbräu
- 1986: Tegernsee Volkstheater – Der Saisongockl
- 1986–1998: Peter Steiners Theaterstadl (Fernsehreihe, 77 Folgen)
- 1993–1995: Zum Stanglwirt (Fernsehserie, 32 Folgen)